# 坪田耕三
坪田 耕三（つぼた こうぞう、1947年 - 2018年）は、日本の数学教育者。筑波大学教授、青山学院大学特任教授などを歴任。

## 略歴
東京府（現・世田谷区）生まれ。青山学院大学文学部教育学科卒業。東京都世田谷区深沢小学校教諭、同松原小学校教諭、筑波大学附属小学校教諭、副校長、筑波大学教授。2011年定年退任、青山学院大学教育人間科学部特任教授。
1984年読売教育賞受賞。全国算数授業研究会会長。ハンズオン・マス研究会代表。「指導と評価」編集委員。NHK学校放送（算数）番組監修者。

## 著書
- 『いきいき算数子どもの問題づくり』国土社 1987‐88
- 『算数 勉強好きにする教え方 授業を創るアイディア』国土社 1990
- 『面積が同じ四角形を作る ジオボードを使ったオープンエンドの授業』図書文化社 筑波大学附属小学校<授業公開シリーズ> 1990
- 『算数授業に使える面白クイズ』明治図書出版 授業面白ゼミナール 1991
- 『1年生の授業算数科 考える楽しさにふれる授業づくり』東洋館出版社 1992
- 『数の"きまり発見!"100づくし』明治図書出版 授業面白ゼミナール 1993
- 『算数科オープンエンドアプローチ 関心・意欲を引き出す』明治図書出版 シリーズ・90年代算数科授業の新研究 1993
- 『はじめてのさんすう』全12巻 川村易絵 太平出版社 1994
- 『おもしろ発見!九九の授業づくり』国土社 1994
- 『数量形の感性を磨く算数授業』明治図書出版 シリーズ・90年代算数科授業の新研究 1994
- 『おもしろ教具で算数授業（授業改革21）』日本書籍 1995
- 『小学校6年分の算数が簡単にわかる本 イッキにできる!』成美堂出版 1996
- 『追究を楽しむ算数の授業 私の教育実践』教育出版 1996
- 『ハンズオンで算数しよう 見て,さわって,遊べる活動』東洋館出版社 1998
- 『ハンズオン知恵の板 算数を楽しくする50のタスクカード』東洋館出版社 1999
- 『算数の授業を創る 共生・共創の学びをめざして』東洋館出版社 算数科「授業づくり」シリーズ 2001
- 『教科書を豊かに発展させる授業算数科 不思議と驚きで学びを深める』学事出版 2003
- 『坪田式算数授業シリーズ 算数楽しく授業術』教育出版 2003
- 『算数「授業研究」再考』（算数科授業づくりシリーズ）東洋館出版社 2004
- 『坪田式算数授業シリーズ 算数楽しくハンズオン・マス』教育出版 2004
- 『素敵な学級づくり楽しく・優しく 子どもたちのための担任術』教育出版 2005
- 『子どもの「なぜ」に培う数と図形の体験的活動』学事出版 学事ブックレット 2006
- 『めいろ&クイズ学校のなぞ・シリーズ 算数のなぞ』草土文化 2006
- 『親子で頭を柔らかくする算数トレーニング』亜紀書房 2007
- 『教科書プラス坪田算数1～6年生』東洋館出版社 2007
- 『和顔愛語』東洋館出版社 2008
- 『算数好きにする教科書プラス坪田算数1～6年生』東洋館出版社 2009
- 『坪田耕三の算数授業のつくり方 プレミアム講座ライブ』東洋館出版社 2010
- 『さんすう考具!図形ドリル 手で遊ぶ楽しいパズル 35のカタチを作るだけ!誰でも図形が得意になる!』学研パブリッシング 2011
- 『坪田式算数授業シリーズ 算数楽しく問題づくり』教育出版 2012
- 『あたらしいさんすう／算数の話 1～4年生』（シリーズ朝の読書の本だな）東京書籍 2013
- 『算数科授業づくりの基礎・基本』東洋館出版社 2014
- 『算数的思考法』岩波新書、2014年

### 共編著
- 『授業のネタ 授業がおもしろくなる 算数』授業のネタ研究会共編 日本書籍 1991
- 『授業のネタ 授業がおもしろくなる 算数お話教材』授業のネタ研究会編 田中博史共著 日本書籍 1993
- 『「電卓」活用の算数カリキュラムと授業』編 明治図書出版 授業への挑戦 1994
- 『まんが算数チャンピオン』田中博史共著 EDメディアファクトリー 編 国土社 1998
- 『パターンブロックで創る楽しい算数授業 新しい時代の算数的活動 パート2』高橋昭彦,柳瀬泰共編著 東洋館出版社 1998
- 『21授業のネタ 授業がおもしろくなる 坪田算数』授業のネタ研究会編 日本書籍 1999
- 『子どもが問題をつくる 小学校算数科問題づくりの授業』中野洋二郎,滝井章共編著 東洋館出版社 1999
- 『楽しい算数的活動の授業』ハンズオンマス研究会共著 東洋館出版社 ハンズオンで算数しよう 2000
- 『小学校授業クリニック算数 新学習指導要領準拠 3年』編著 学事出版 2002
- 『今、なぜ授業研究か 算数授業の再構築』橋本吉彦,池田敏和共著 東洋館出版社 2003
- 『算数の活用力を育てる授業 1年生～6年生の20の実践例 ワークシートつき』編著 光文書院 こうぶんエデュ 2007
- 『頭が柔らかくなる算数』守屋義彦,中村享史,高橋昭彦共著 日経プレミアシリーズ 2009
- 『算数的活動29 明日からの授業実践学習指導要領の新項目』編著 光文書院 こうぶんエデュ　2009
- 『通常の学級担任がつくる授業のユニバーサルデザイン 国語・算数授業に特別支援教育の視点を取り入れた「わかる授業づくり」』廣瀬由美子,桂聖共編著 東洋館出版社 特別な支援が必要な子どもたちへ 2009
- 『算数好きにする教科書プラス坪田算数ワークブック1～6年生』編 東洋館出版社 2010－11
- 『新・授業展開&ワークシート集  思考力表現力を育てる 小学校 算数 6年』笠井健一監修 編著 光文書院 こうぶんエデュ 2012